# Pustinjska ruža
Pustinjska ruža (lat. Adenium obesum) je biljna zimzelena vrsta iz porodice zimzelenovki (Apocynaceae), pripada rodu Adenijum. Pustinjska ruža može narasti od 1 do 3 metra visine. Karakterizira ju zadebljana stabljika (pomalo je nalik na bonsai) s granama na čijim vrhovima rastu kožasti listovi dugi 5 – 15 cm, široki 2-8. Cvjetovi su pojedinačni, promjera oko 5 cm s 5 crvenih ili ružičastih latica čija je unutrašnjost bjelkasta. Caudex služi za skladištenje vode, pa joj otuda i ime, obesum = debeo, a namjena mu je da skladišti vodu za periode sušnih razdoblja
Raste na području Sahela i na Arapskom poluotoku, ali je otuda introducirana po državama širom svijeta, uključujući i Hrvatsku.
Biljka je otrovna, a domorodačka plemena od otrova iz korijena i stabljike izrađivali su otrov za strelice. Postoji 7 priznatih podvrsta
- A. obesum, u vrtu u Izraelu
- A. obesum, Tanzanija
- A. obesum, Sokotra
- A. obesum, sjemenke

## Podvrste
1. Adenium obesum subsp. boehmianum (Schinz) G.D. Rowley
2. Adenium obesum subsp. multiflorum (Klotzsch) G.D.Rowley
3. Adenium obesum subsp. obesum
4. Adenium obesum subsp. oleifolium (Stapf) G.D. Rowley
5. Adenium obesum subsp. socotranum (Vierh.) Lavranos
6. Adenium obesum subsp. somalense (I. B. Balf.) G.D. Rowley
7. Adenium obesum subsp. swazicum (Stapf) G.D. Rowley